# Elsa Arrestad
Elsa Marianne Arrestad, född 26 december 1998 i Lindesberg, är en svensk volleybollspelare (center). Hon spelar sedan 2019 för Örebro Volley. 
Arrestad började spela volleyboll som 14-åring och fick efter två säsonger debutera i Lindesbergs VBK seniorlag i Elitserien, där hon spelade 2015–2017. Samtidigt studerade hon på volleybollgymnasium.
Under den andra säsongen var hon lagkapten och utsågs till årets rookie. Hon gick sedan över till regerande svenska mästarna Engelholms VS, där hon spelade säsongen 2017–2018, en säsong som hon fick förstörd av en knäskada. Hösten 2018 stod hon utan kontrakt, men skrev i början av 2019 på för Lindesberg igen, med vilka hon spelade resten av säsongen. Därefter gick hon över till Örebro Volley. Arrestad debuterade i U19-landslaget säsongen 2015-2016. Hon spelar i seniorlandslaget, med vilket hon deltog i EM 2021 och EM 2023.